# Vigilinda
Vigilinda (o Wigilinda; ... – Benevento?, ...; fl. VII secolo) è stata una duchessa longobarda, duchessa di Benevento alla fine del VII secolo quale moglie di Grimoaldo II.

## Biografia
È ricordata da Paolo Diacono che, nella sua Historia Langobardorum, non specifica quando sposò Grimoaldo II, duca di Benevento dal 687 al 689. Il matrimonio, tuttavia, avvenne nel quadro della generale pacificazione del regno longobardo seguita al ritorno sul trono di re Pertarito (671): Vigilinda era infatti figlia di Pertarito e Rodelinda, e dunque sorella dell'erede al trono Cuniperto; quando Pertarito riprese il potere, Rodelinda e Cuniperto erano ancora ostaggio del duca di Benevento Romualdo I, il figlio primogenito del Grimoaldo che aveva detronizzato, nel 662, Pertarito. Romualdo acconsentì a rilasciare la regina e l'erede, e d'accordo con Pertarito rinsaldò la pacificazione attraverso un legame dinastico tra il casato bavarese del re reinsediato e quello beneventano. Suo figlio Grimoaldo II, destinato a succedergli, attraverso il matrimonio con Vigilinda si trovò legato alla dinastia legittimamente regnante.